# 剣舞プロジェクト
剣舞プロジェクト（けんぶぷろじぇくと）とは、日本の劇団。若手を演劇の世界に排出し、若者の手で作品を作り上げていくことを目的としたミュージカル団体。

## 概要
2014年、栗原彰文により設立。若手を演劇の世界に排出し、若者の手で作品を作り上げていくことを目的としている。歌と芝居に加え、本格的な殺陣（たて）を取り入れ、劇場という圧倒的なスケールの空間で、本気で生き抜き、迷い、戦う、非常に過酷なエンターテイメントを作り出す。歴史シミュレーションゲームを原作に、豪華生演奏でミュージカル化している。2019年度より佐々木恭佑が代表を務める。

## メンバー

### 栗原彰文（くりはらあきふみ）
東京都出身。関東国際高等学校演劇科卒業。幼少より世界の飢餓の問題と向き合うNGO団体にボランティアスタッフとして多数参加。10歳で世界子供会議に最年少参加者として参加。高校卒業後にクラシックバレエダンサー、俳優としての活動をはじめる。剣道三段。楽しんご主催イケメングランプリ準優勝。
剣舞プロジェクト主催。演出、脚本、振付など、製作者としての活動も行う。
2020年1月、『信長の野望 ～炎舞～』の演出後、2018年度より代表を退く。

### 佐々木恭祐（ささききょうすけ）
新潟県出身。高校卒業後、舞台俳優を目指し上京。日本工学院専門学校・蒲田校に入学し、古典劇、現代劇などストレートプレイを学び、幼少時から見ていたアニメ・映画に影響され殺陣を始める。
日本工学院卒業後、主催の栗原と出会い数々のミュージカル・舞台を共に製作。また、客演として外部での活動も精力的に行う。近年では演技、殺陣・アクションの指導や振付を行うなど活動の幅を広げている。2019年度より代表を務める。

### 相本麻紀子（あいもとまきこ）
北海道出身。洗足学園音楽大学ジャズヴォーカル科卒業。幼少からクラシックピアノを学び、数々のコンクールに参加、入賞。その後は声楽を学び、大学在学中にニューヨークで観たブロードウェイミュージカルに感銘を受け、帰国後は多数のミュージカル作品に出演。
剣舞プロジェクトでは、ゲーム原作のミュージカル風雲新撰組、全シリーズの沖田総司役に抜擢。男役からヒロイン、コメディ、悪役まで幅広いキャラクターを演じる。

### 牧田咲也加（まきたさやか）
愛知県出身。愛知みずほ大学瑞穂高等学校卒業。9歳からフィギュアスケートをはじめ、西日本フィギュアスケート大会、インターハイなど数々の大会に出場。高校卒業と同時に役者を志し上京。オーディションを経て『信長の野望 ‐炎舞‐』に出演したことをきっかけに剣舞プロジェクトに入団。

### 印南 俊太朗 (インナミ シュンタロウ)
栃木県出身。幼少よりクラシックギタリストの父の影響で音楽の道に進む。声楽を沼尾守男・久保和範に、楽典・理論を作曲家の山田栄二に、ジャズドラムを木村由紀夫に師事。
女優の菊地凛子とのバンドを経て、現在作曲家、音楽監督として活動中。オリジナルミュージカル作品の作曲の他、企業、自治体、TVCM、アイドル等様々な分野に楽曲を提供している。近年は2.5次元舞台の音楽を多く手掛ける他、TVアニメの劇伴も担当する。

## 公演
- 2014年11月 - 南大塚ホールにて「新撰組ミュージカル～陽光～」上演[2]
- 2015年6月 - 高田馬場RABINESTにて「ハムレット」上演[4]
- 2015年11月 - シアター1010にて「風雲新撰組～月影～」上演[3]
- 2016年4月 - 恵比寿エコー劇場にて「ハムレット」上演[2]
- 2016年7月 - 座・高円寺にて「ロミオとジュリエット」上演[2]
- 2017年3月 - シアター1010にて「風雲新撰組～熱誠～」上演[5]
- 2017年12月 - シアター1010にて「生演奏ミュージカル信長の野望－炎舞－」上演[5]
- 2019年5月 - IMAホールにて「時代劇ミュージカル新撰組ー狂宴哀歌ー」上演[2][6]
- 2020年1月 - IMAホールにて「生演奏ミュージカル信長の野望‐炎舞‐再炎」上演[7][8]
- 2020年3月 - 新宿村LIVEにて「百花繚乱～Break a leg!～」上演[9]